# Хосе Контрерас
Хосе Контрерас (ісп. José Contreras Verna, нар. 20 жовтня 1994, Гуаздуаліто) — венесуельський футболіст, воротар клубу «Депортіво Тачира».
Виступав, зокрема, за клуб «Арагуа», а також національну збірну Венесуели.

## Клубна кар'єра
У професійному футболі дебютував 2011 року виступами за команду клубу «Арагуа», в якій провів два сезони, взявши участь у 43 матчах чемпіонату. Більшість часу, проведеного у складі «Арагуа», був основним голкіпером команди.
До складу клубу «Депортіво Тачира» приєднався 2013 року. Відтоді встиг відіграти за команду із Сан-Кристобаля 63 матчі в національному чемпіонаті.

## Виступи за збірну
2016 року дебютував в офіційних матчах у складі національної збірної Венесуели. Наразі провів у формі головної команди країни 3 матчі.
У складі збірної був учасником розіграшу Кубка Америки 2016 року у США.